# Mariager
Mariager (deutsch „Marienacker“) liegt am Südufer des gleichnamigen vergleichsweise tief eingeschnittenen Fjordes und ist eine kleine jütländische Stadt mit 2605 Einwohnern (Stand 1. Januar 2023) und einem Hafen. Mariager gehörte bis zur Kommunalreform am 1. Januar 2007 zum Århus Amt und war Hauptsitz der gleichnamigen Kommune. Seit der Kommunalreform gehört Mariager zur Mariagerfjord Kommune in der Region Nordjylland und steht unter den Siedlungskernen der Gemeinde deutlich hinter dem sechsmal so großen Hobro.
In Mariager werden Rosen gezüchtet und Salzlager im Untergrund ausgespült, daher ist Mariager in Dänemark als die Stadt der Rosen (Großgärtnereien) und des Salzes (Salzmuseum) bekannt.

## Meesresbucht Mariagerfjord
Der Mariagerfjord ist mit etwa 30 km Länge die längste Förde der jütländischen Ostküste. Wie die Schlei ist sie durch ein Tunneltal entstanden, daher schmal und tief, in der Mitte 30 m tief. Er ist reich an Aalen.

## Geschichte
In der gut erhaltenen Altstadt ist die St. Peders Kirke, ebenso wie die Kirchenruine im nahen Dorf Hou, nur noch als Grundmauer erkennbar. Die frühe Geschichte des Ortes ist eng mit dem Ende des 15. Jahrhunderts erbauten Kloster des Birgittenordens verknüpft, dessen Klosterkirche heute als Stadtpfarrkirche dient. Mariager erhielt 1592 die Stadtrechte und blühte auf.

## Sehenswürdigkeiten
- Klosterkirche, weiß geschlämmte gotische Backsteinkirche aus dem Ende des 15. Jahrhunderts.
- Klosteret ist das letzte erhaltene Konventsgebäude des Klosters, ein geschlämmter gotischer Backsteinbau aus der 2. Hälfte des 15. Jahrhunderts. 1891 kam es in staatliche Hand und wurde zum Gerichtsgebäude umgebaut.
- Munkholm (dt. Mönchs-Holm) ist eine Parkanlage im Südteil von Mariager mit Wald und der Heilquelle „Helligkilden“ (Heilige Quelle), die heute Helenenquelle heißt.
- Dänemarks größtes bronzezeitliches Hügelgrab am Aussichtspunkt Hohøj nahe der Stadt.
- Eine Museumseisenbahn verkehrt im Sommer von Mariager nach Handest (15 km).
- Der Raddampfer „Svanen“ verkehrt auf dem Mariagerfjord.

Im ausgedehnten Gemeindegebiet finden sich zahlreiche vor- und frühgeschichtliche Spuren von der Stein- bis in die Wikingerzeit in der Umgebung, vor allem entlang der Südseite des Mariagerfjordes:
- Jordhøj und Ormehøj sowie der gut zugängliche 40 m lange und mit zwei Kammern versehene Kongehøjen bei Voldstedlund sind Megalithanlagen die nördlich der Straße nach Katbjerg zu finden sind. Östlich von Assens liegt der Dolmen von Ballegård.
- Runensteine finden sich in den Kirchen von Dalbyover, Glenstrup, Spenstrup, Tørslev und Vester Tørslev und bei Kjellerupgård.
- ein Schalenstein liegt im Feld südwestlich von Vester Tørslev.
- Steinkisten (dänisch Sten- oder Hellekisten) liegen in der Heide westlich von Hem und in Mariager, Sødisbakke und Havndal sowie nördlich des Fjordes bei Vive.
- Grabhügel liegen in der Heide westlich und nördlich von Hem.
- in Udbyneder steht eine Dorfkirche mit Kanzel und Fresken aus dem Jahre 1650
- auf der anderen Seite des Fjords steht die romanische Kirche von Oue mit mittelalterlichen Kalkmalereien und die romanische Kirche von Vive mit ihrer bedeutenden Innenausstattung
- 3 km weiter nördlich der Park des Schlosses Overgard nahe der Fjordmündung
- 12 km westlich von Mariager am Fjordende liegt Hobro und südwestlich dieses Ortes die restaurierte Wikingerburg Fyrkat, die Sven Gabelbart errichten ließ. Westlich von Hobro liegen die Ganggräber von Snæbum.